# Intenso bombardeio tardio

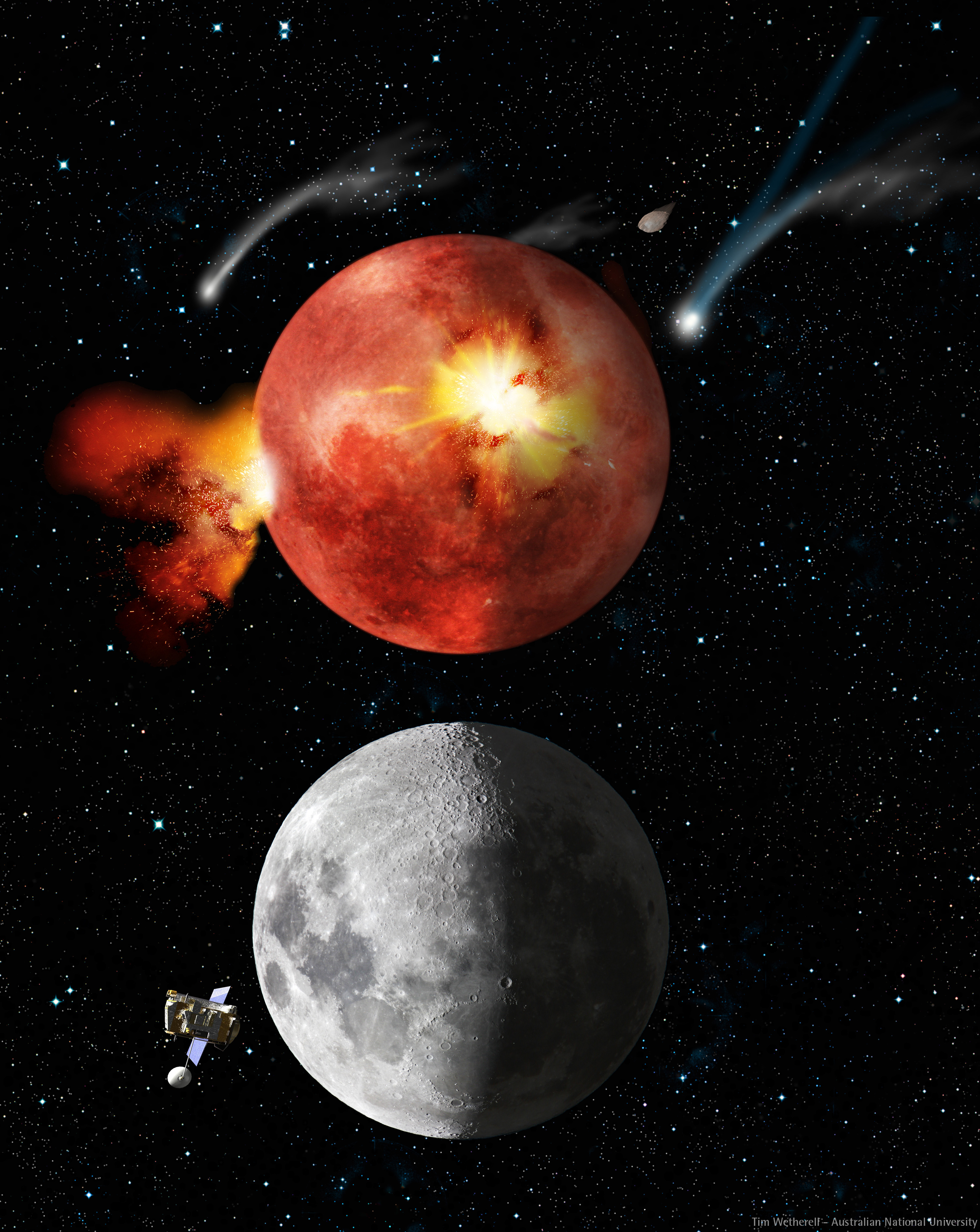
Impressão artística da Lua durante o IBT e seu aspecto atual.

O intenso bombardeio tardio (IBT) foi um evento hipotético ocorrido há entre 4100 e 3800 milhões de anos, quando acredita-se que um imenso número de meteoritos tenha atingido o Sistema Solar.
O modelo clássico sobre a formação do Sistema Solar diz que o Sol e os planetas se formaram a partir de uma grande nuvem de gás e poeira que em certos pontos colapsou por força da gravidade, formando pequenos corpos densos que sucessivamente foram colidindo e se aglutinando em corpos maiores. De início as colisões eram frequentíssimas, em virtude da enorme quantidade de fragmentos, mas após algumas centenas de milhões de anos elas devem ter reduzido bastante, uma vez que a maior parte do material disperso já havia sido reunido. Contudo, por volta de há 3900 milhões de anos, o ritmo de colisões parece ter aumentado dramaticamente, fenômeno que se conhece como IBT.
A hipótese deste bombardeio foi formulada inicialmente a partir do estudo de rochas trazidas da Lua pelas missões Apollo. Como a amostragem era pequena, a ideia por algum tempo foi rejeitada pela maioria dos cientistas, mas depois mais evidências foram encontradas em vários pontos do Sistema Solar, dando força à proposição e fazendo com que fosse aceita em larga escala. A formação de crateras na Lua e Mercúrio, processos de vulcanismo em Mercúrio, diferenças geológicas entre as luas de Júpiter e evidências de um período de intensas colisões no cinturão de asteroides também foram associados ao bombardeio. Embora Mercúrio e a Lua ainda preservem suas crateras muito bem, na Terra e em outros planetas como Marte e Vênus as evidências de um bombardeio são raras, devido ao processo de remodelação incessante da superfície pela erosão, pelo vulcanismo ou por mudanças nas placas tectônicas.
As implicações do IBT para a Terra especificamente são importantes. Acredita-se que os meteoritos (incluindo cometas com gelo) tenham trazido consigo grandes quantidades de água, que teriam dado origem aos oceanos, e também de compostos orgânicos essenciais à vida. Coincidentemente, acredita-se que a vida na Terra surgiu ao final do bombardeio. Se surgiu antes, provavelmente foi erradicada e teve de fazer um novo começo, pois de 5 a 10% da superfície do planeta deve ter-se tornado um campo de rocha derretida, em função do calor gerado pelos impactos repetidos e disseminados. Além disso, de 600 a 800 metros de ejecta e de 800 a mil metros de rocha vaporizada e depois condensada devem ter-se depositado mais ou menos uniformemente pela superfície.
A análise dos dados disponíveis mostra ser difícil que os impactores fossem fragmentos remanescentes da formação dos grandes corpos do Sistema Solar (planetesimais) que permaneciam circulando em órbitas próximas, e parece provável que tenham sido impelidos para dentro da parte interna do sistema a partir de fora. O estudo das amostras lunares indica que o pico do evento deve ter ocorrido 700 milhões de anos após a formação planetária, mas segundo Gomes et alii esta data parece ser tardia demais em relação ao que se sabe sobre o processo de formação dos planetas. Simulações computadorizadas sugerem que a causa possa ter sido um desequilíbrio gravitacional em larga escala produzido pela migração dos gigantes gasosos para órbitas mais distantes, fazendo com que o cinturão de asteroides e o cinturão de Kuiper sofressem distúrbios e muitos de seus componentes acabassem capturados pela gravidade dos planetas internos. Outra hipótese, também de fundo gravitacional, pressupõe a existência de um planeta depois desaparecido, o dito Planeta V, que teria também alterado sua órbita e perturbado os asteroides.
Alguns elementos da hipótese receberam um forte apoio de evidências concretas e de modelos teóricos, mas nenhuma teoria explica completa e satisfatoriamente todo o processo, permanecendo aspectos contraditórios e obscuros, e alguns modelos sequer admitem que o IBT tenha ocorrido. Estudos recentes sugerem ser possível que tenha havia outros picos de bombardeio, cujos rastros teriam sido apagados pelo último evento. O tema continua sob intenso escrutínio e debate.